# Piotr Dulski
Piotr Dulski (în rusă Пётр Дульский; n. 23 martie 1879, Orhei, gubernia Basarabia, Imperiul Rus – d. 8 martie 1956, Kazan, RSFS Rusă, URSS) a fost un critic de artă, lucrător de muzeu, editor și profesor țarist rus și sovietic. Este considerat drept întemeietorul studiului istoriei artei din Kazan.

## Biografie
S-a născut în orașul Orhei (acum oraș și centru raional din Republica Moldova) din ținutul Orhei, gubernia Basarabia (Imperiul Rus). În 1889 a intrat la primul gimnaziu din Chișinău, apoi și-a continuat educația la școala de desen din Odesa.
În anii 1904-1911 a locuit în orașul Slobodskoi, unde a fost profesor de desen la o școală reală locală. În 1911 s-a mutat la Kazan și a locuit în acest oraș pentru tot restul vieții.
Perioada inițială a operei sale este în principal asociată cu studiul aspectului arhitectural și artistic al Kazanului și studiul celor mai semnificative monumente de arhitectură, pictură, grafică.
În 1917-1920 a participat activ la construcția muzeelor, organizarea înregistrării și protecției monumentelor. A publicat numeroase lucrări despre istoria artei.
Din 1930, a predat la diferite institute din Kazan. A participat activ la crearea Uniunii Artiștilor din RASS Tătară, RSFS Rusă, în 1936-1938 a fost primul său președinte.
A luat parte la crearea revistei Казанский музейный вестник („Buletinul Muzeului Kazan”), apoi al revistei Казанский библиофил („Bibliofilul de Kazan”), dedicată problemelor cărților și graficii moderne (1921-1923), singura. Au fost publicate patru numere în total.
A murit pe 8 martie 1956, a fost înmormântat la cimitirul Arsk din Kazan.